# パーヴェル・アンネンコフ

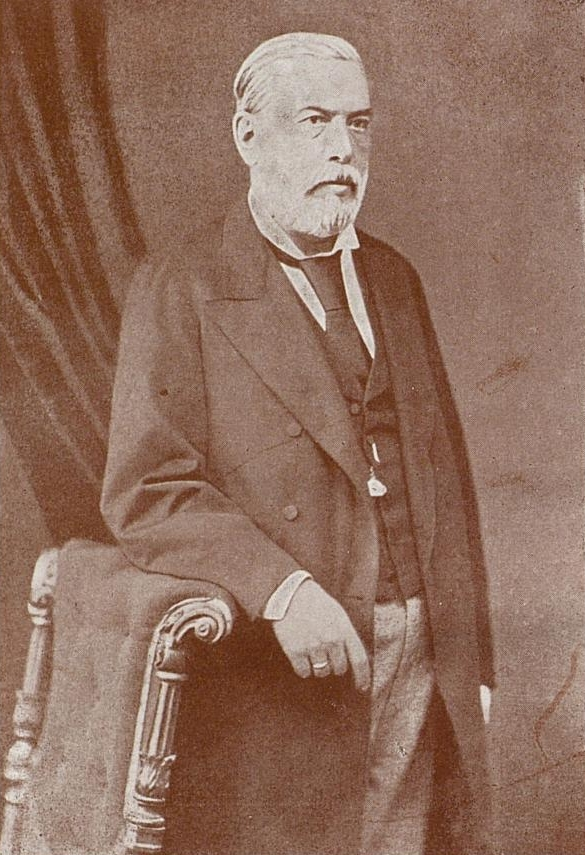
パーヴェル・アンネンコフ

パーヴェル・ヴァシリエヴィチ・アンネンコフ（ロシア語:Па́вел Васи́льевич А́нненков、ラテン文字表記例:Pavel Vasilyevich Annenkov、1813年7月1日 - 1887年3月20日）は、ロシア帝国モスクワ出身の文芸評論家。
月刊誌『祖国の記録』や『同時代人』の同人として文を寄稿。回想録作家として『すばらしい10年間』や『文学的回想』などの著作を残したことや、西欧主義者を率いて同国の評論家ヴィッサリオン・ベリンスキーらと共に1840年代のロシアの文壇を支えた。また、伝記作家としても作家アレクサンドル・プーシキンの著作を纏め、初めて『プーシキン全集』を刊行したことで知られる。
兄に軍人のイヴァン・アンネンコフがいる。

## 生涯
1813年7月1日に、ロシア帝国のモスクワに裕福な地主のもとに生まれた。評論家になる前はサンクトペテルブルク大学で歴史や言語学の教員として教鞭を執っていた。
1840年の前半にヨーロッパを旅行し、イタリアのローマに滞在していた小説家のニコライ・ゴーゴリと知り合う。
1846年から1848年にかけて再びヨーロッパを旅行し、ベルギーのブリュッセルでドイツの思想家カール・マルクスと、フランスのパリで哲学者のアレクサンドル・ゲルツェンと、オーストリアのザルツブルクで同国の評論家ベリンスキーと知り合い、哲学者のミハイル・バクーニン、小説家のイワン・ツルゲーネフとも交流を深めた。
1840年代は月刊誌の『祖国の記録』や『同時代人』の雑誌に文を寄稿した。この頃よりドイツの思想家カール・マルクスとも知り合い、文通も行っていた。特に『同時代人』ではプーシキンやゴーゴリなど自然主義者を支持したが、1850年代に入ると急進的な思想家のニコライ・チェルヌイシェフスキーが台頭してきたため、まもなく『同時代人』を去ってしまうことになる。
1880年には1838年から1848年の10年間を纏めた回想録『すばらしい10年間』を著し、同年にプーシキンの作品を纏めたことや、文芸評論家としての業績が評価されモスクワ大学から名誉博士号が授与された。
1887年3月20日にドイツのドレスデンで亡くなる。73歳であった。後の1909年には『文学的回想』が出版された。